# 마가렛 세든

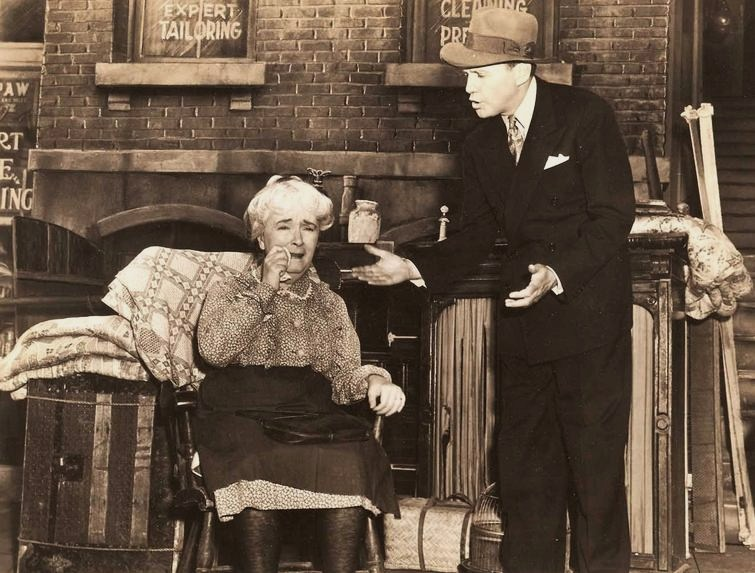

마가렛 세든(Margaret Seddon, 1872년 11월 18일 ~ 1968년 4월 17일)은 미국의 배우, 연극 배우, 영화배우이다.
워싱턴 D.C.에서 태어났으며 필라델피아에서 사망하였다.

## 영화
- 아이 두드 잇 (1943년)
- 록시 하트 (1942년)
- 뱅크 딕 (1940년)
- 데인저-러브 앳 워크 (1937년)
- 콜리지 홀리데이 (1936년)
- 스밀린 스루 (1932년)